# 마담 뺑덕
《마담 뺑덕》은 2014년에 개봉한 대한민국의 영화이다.

## 줄거리
성추문에 휘말린 문학 교수 심학규(정우성)는 일이 해결될 때까지 우울증에 걸린 아내(윤세아)와 딸 청이(박서연)를 두고 서울을 떠나 작은 시골 마을에서 강의를 하게 된다. 학규는 곧 철거될 놀이공원의 순진한 매표원 덕이(이솜)와 관계를 맺게 된다. 그들의 관계는 빠르게 마을 주민들에게 퍼져나갔고, 덕이의 귀가 들리지 않는 어머니(김남진)를 크게 괴롭힌다. 결국 학규는 친구 동우(이창훈)의 도움으로 혐의를 벗게 되고, 다시 대학에서 강의를 할 수 있게 된다. 학규가 떠나기 전, 덕이는 이전의 관계에서 임신했다고 밝힌다. 아기를 지운 후, 학규는 덕이에게 돌아오겠다고 약속하고 떠난다. 하지만 그는 집으로 돌아가 불행한 아내에게 안식처를 제공한다.
학규는 잠시 시골 마을에 계속 머물지만, 덕이에게 "기다려"라고 말하며 그녀를 피한다. 어느 날 밤, 학규는 덕이의 집을 방문하여 돈을 주고 다시는 그들의 관계에 대해 이야기하지 않도록 뇌물을 준다. 갈등 중에 덕이는 스토브 끄는 것을 잊어버리고, 그 불이 어머니가 안에 있는 그녀의 집을 삼킨다. 청이에게서 비통한 전화를 받은 학규는 집으로 돌아와 아내가 자살했다는 것을 알게 된다.
8년 후, 학규는 성공한 작가가 되지만, 술, 담배, 도박 등 방탕한 생활을 하며 막대한 빚을 진다. 동시에 그는 질병으로 시력을 위협받고 있다는 것을 알게 된다. 한편 청이(박소영)는 클럽에 다니기 시작하고, 그곳에서 "윤세정"이라는 새로운 신분으로 심 씨 가족의 새 이웃으로 이사 온 덕이를 만난다. 덕이는 학규가 빚과 대학 해고로 인해 나락으로 떨어지자 심 씨 가족을 자주 돌보기 시작하고, 그에게 안과 의사(양진우)를 추천하는데, 이 의사는 그를 실명시킨다. 결국 도박장 사장인 최 씨(김희원)는 학규에게 막대한 돈을 받는 대가로 청이를 일본에 기생으로 팔아넘기는 계약서에 서명하도록 강요한다. 학규가 애도하는 동안, 덕이는 자신의 정체와 분노를 드러내며 그가 죽을 때까지 계속 고통받게 할 것이라고 말한다. 그녀는 또한 동우와의 성관계를 통해 학규의 위치와 상태를 알게 된 것으로 드러난다.
하지만 덕이는 이제 경험이 많아진 청이가 집으로 돌아오자 경악한다. 청이는 덕이가 가짜 안과 의사를 추천하는 등 자신의 가족에게 한 모든 일을 이미 알고 있으며, 복수를 되갚아주겠다고 말한다. 최 씨의 카지노를 관리하는 일본인 고객(신조 후타)을 통해 덕이와 최 씨의 계약은 종결된다. 청이는 덕이에게 아버지에게 눈을 기증하기 위해 수술(안과 의사가 구타당한 후 시행한 수술)을 강요한다. 수술 전, 학규는 눈물을 흘리는 덕이에게 사과하며, 그녀와 청이를 위해 모든 것을 바로잡겠다고 말한다.
영화는 이제 눈이 먼 덕이가 호수 옆에 앉아 있고, 그녀의 손을 잡은 학규가 그녀를 바라보며 "덕아, 사랑해"라고 말하는 장면으로 끝난다.

## 캐스팅
- 정우성 : 학규 역
- 이솜 : 덕이 역
- 박소영 : 청이 역
- 김희원 : 도박장 최씨 역
- 김남진 : 덕이엄마 역
- 정원조 : 덕이아빠 역
- 이창훈 : 동우 역
- 양진우 : 안과의사 역
- 훗타 신조 : 일본회장 역
- 박서연 : 어린 청이 역
- 한주영 : 지은 역
- 김자영 : 구멍가게주인 역
- 유순웅 : 소설반 노인1 역
- 임형태 : 소설반 노인2 역
- 어주선 : 소설반 노인3 역
- 이상화 : 소설반 중년남 역
- 정도원 : 도박장 덩치1 역
- 손석구 : 도박장 덩치2 역
- 다비디치 줄리아 : 일본회장 비서 역
- 김추월 : 밥집주인 역
- 박팔영 : 대학교 총장 역
- 박소담 : 클럽 청이친구 역
- 조윤우 : 클럽 꽃미남 역
- 김도연 : 여관주인 역
- 박정은 : 교직원 역
- 김나미 : 안과여의사 역
- 한세인 : 여대생1 역
- 서이 : 여대생2 역
- 김시윤 : 남학생 역
- 유승국 : 일본회장 수행원 역
- 김현숙 : 소설반 학생1 역
- 엄태옥 : 소설반 학생2 역
- 안민영 : 소설반 학생3 역
- 이의자 : 소설반 학생4 역
- 김수복 : 놀이동산 경비원 역
- 임우철 : 학규 동료1 역
- 조현섭 : 학규 동료2 역
- 최귀화 : 도박사1 역
- 최리호 : 도박사2 역
- 고두림 : 도박사3 역
- 박재현 : 도박사4 역
- 이명식 : 도박사5 역
- 김영서 : 도박사6 역
- 김병천 : 도박사7 역
- 이선민 : 도박사8 역
- 김지웅 : 도박사9 역
- 서승완 : 도박장남1 역
- 김성민 : 도박장남2 역
- 윤준철 : 도박장남3 역
- 김성오 : 도박장남4 역
- 민들레 : 도박장 딜러1 역
- 윤설희 : 도박장 딜러2 역
- 김지연 : 도박장 딜러3 역
- 원주영 : 도박장 딜러4 역
- 이보미 : 안과 간호사 역
- 강태이 : 화가 역
- 김영환 : 이태원 취객 역
- 조단 : 덕이 바 바텐더 역
- 정현석 : 기자 역
- 양혜원 : 이태원 클러버1 역
- 송동환 : 이태원 클러버2 역
- 아소카 : 클럽 디제이 역
- 박소리 : 청이 학교친구1 역
- 손지연 : 청이 학교친구2 역
- 고정호 : 라디오 게스트 역
- 윤세아 : 청이엄마 역 (특별출연)